# Fazol obecný
Fazol obecný (Phaseolus vulgaris) je rostlina z čeledě bobovitých (Fabaceae).

## Popis
Fazol obecný je jednoroční kulturní bylina, která vytváří buď stonky s ukončeným růstem, takzvané keříčkové formy, nebo stonky s neukončeným růstem, tzv. ovíjivé formy. V druhém případě je stonek až 3 m dlouhý; je pravotočivá se střídavými, trojčetními listy. V listech vyrůstají řídké střapce různě zabarvených květů. Plod je lusk.

## Původ
Tento rostlinný druh pochází z tropických oblastí Ameriky. Dnes se pěstuje na celém světě v mnoha formách a kultivarech jako luštěnina, zelenina a okrasná rostlina.

## Léčivé účinky
Plody obsahují vápník, železo, draslík, vitamíny skupiny B, vitamín PP a provitamín A. Obsahují též glukokinin, která pomáhá snižovat obsah glukózy v krvi, proto jsou fazolky velmi vhodné pro diabetiky.

## Použití
Na český trh se dodává čerstvá, sterilovaná nebo zmrazená. Nikdy se nekonzumují za syrova, syrové obsahují silnou toxickou bílkovinnou látku phasin, která může vyvolat střevní potíže. Fazolky pro přípravu salátů je třeba minimálně 10 minut předvařit.

## Fotogalerie

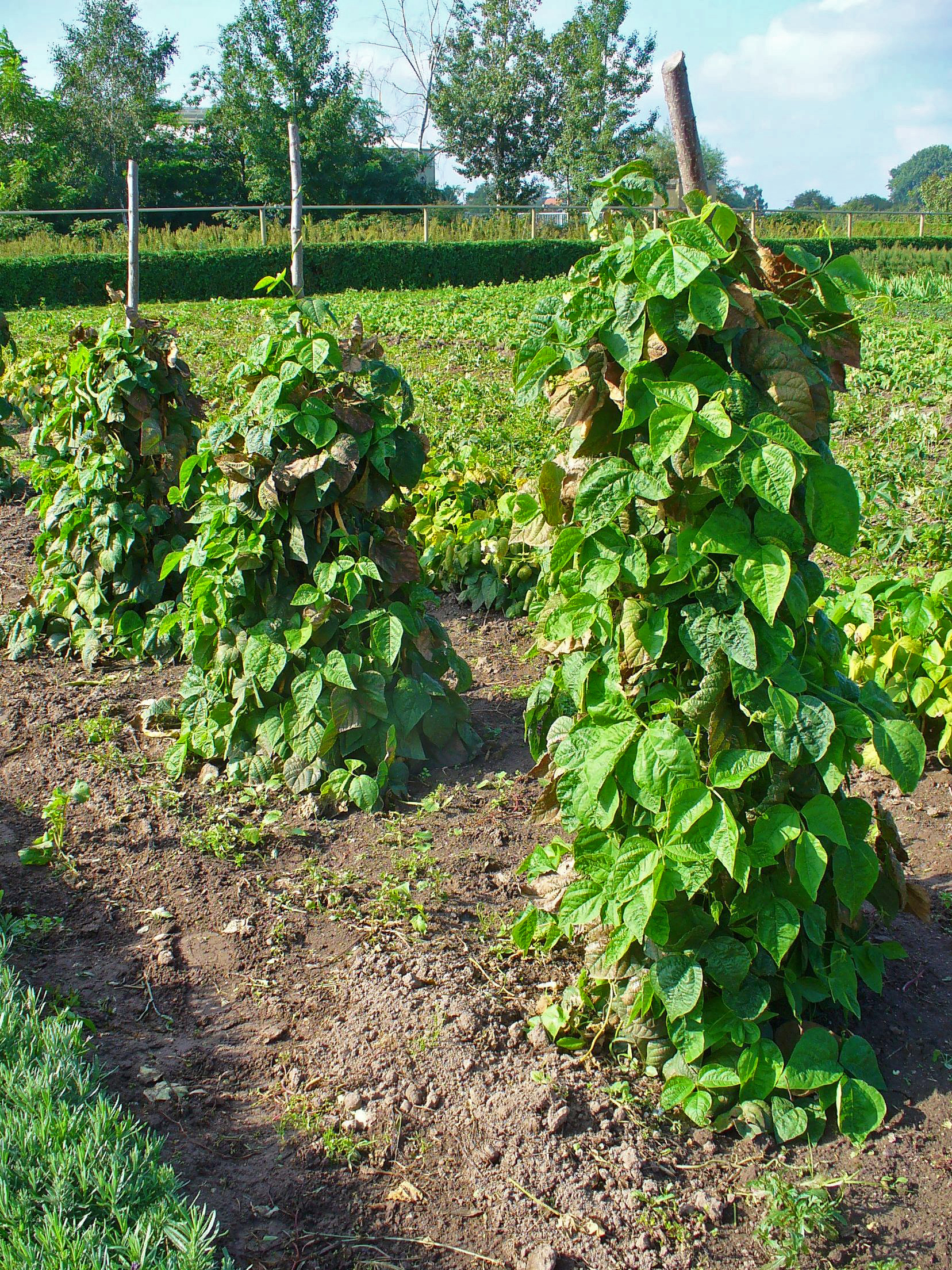
Fazol obecný
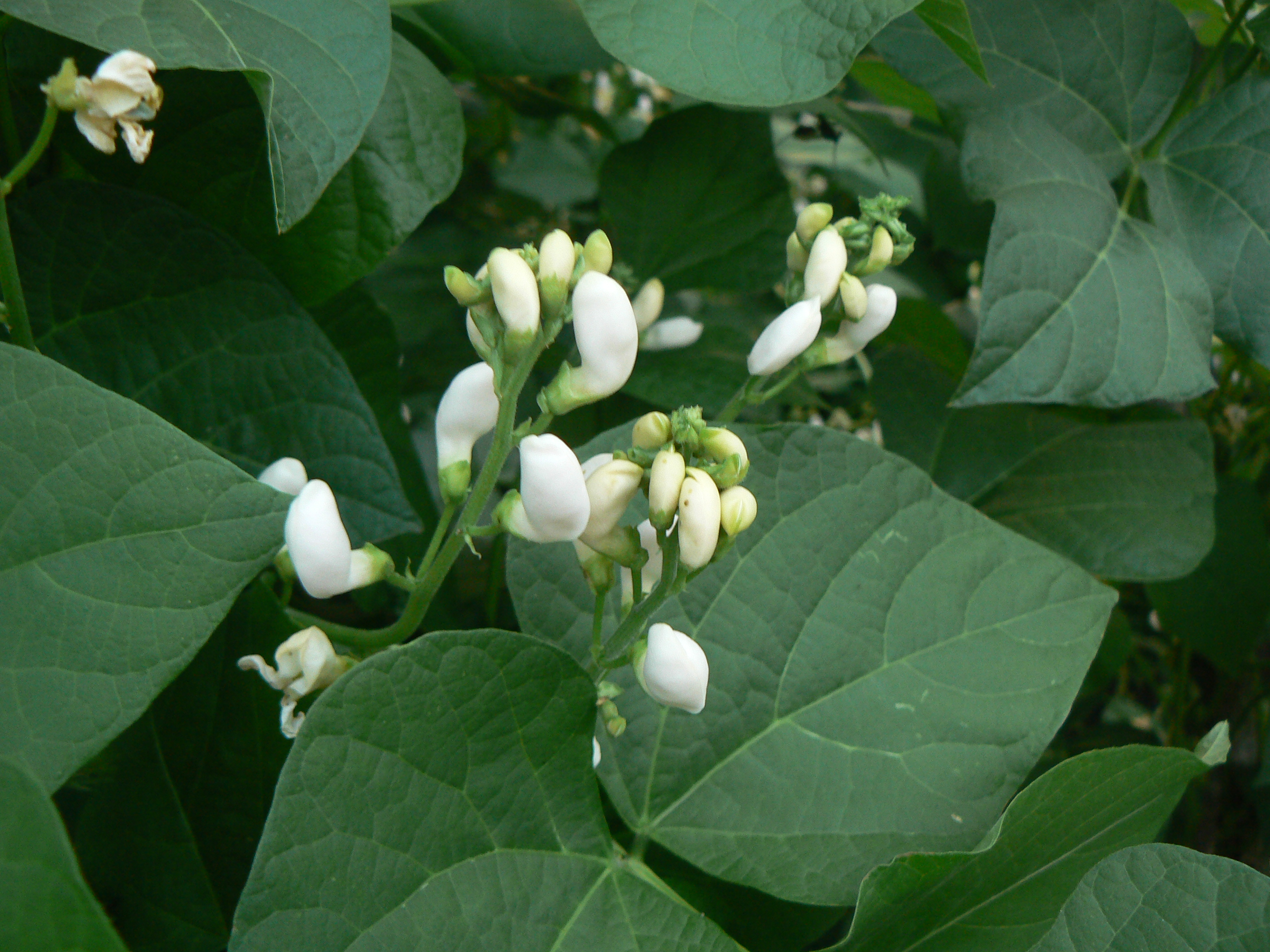
Detail květu
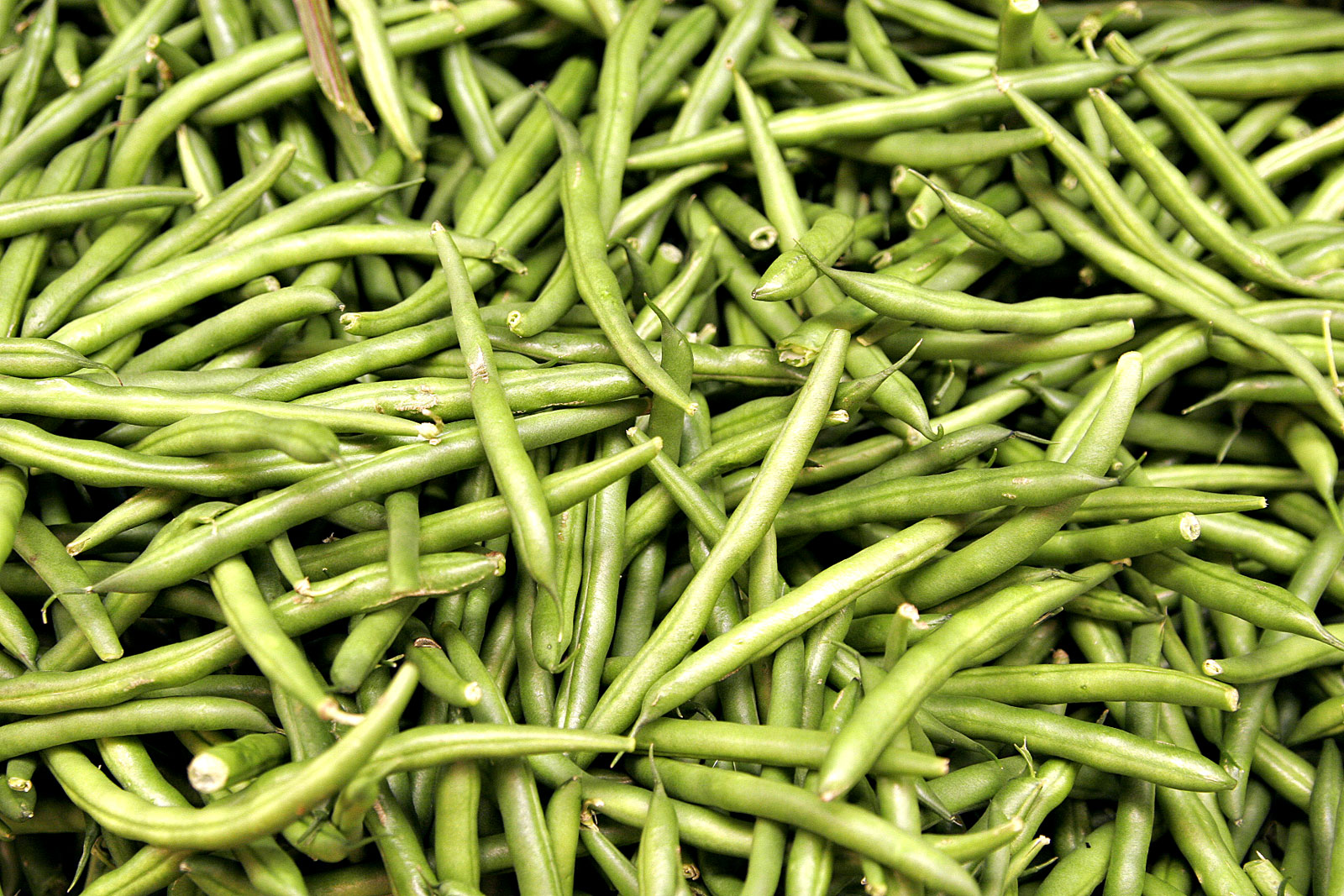
Plody fazolu
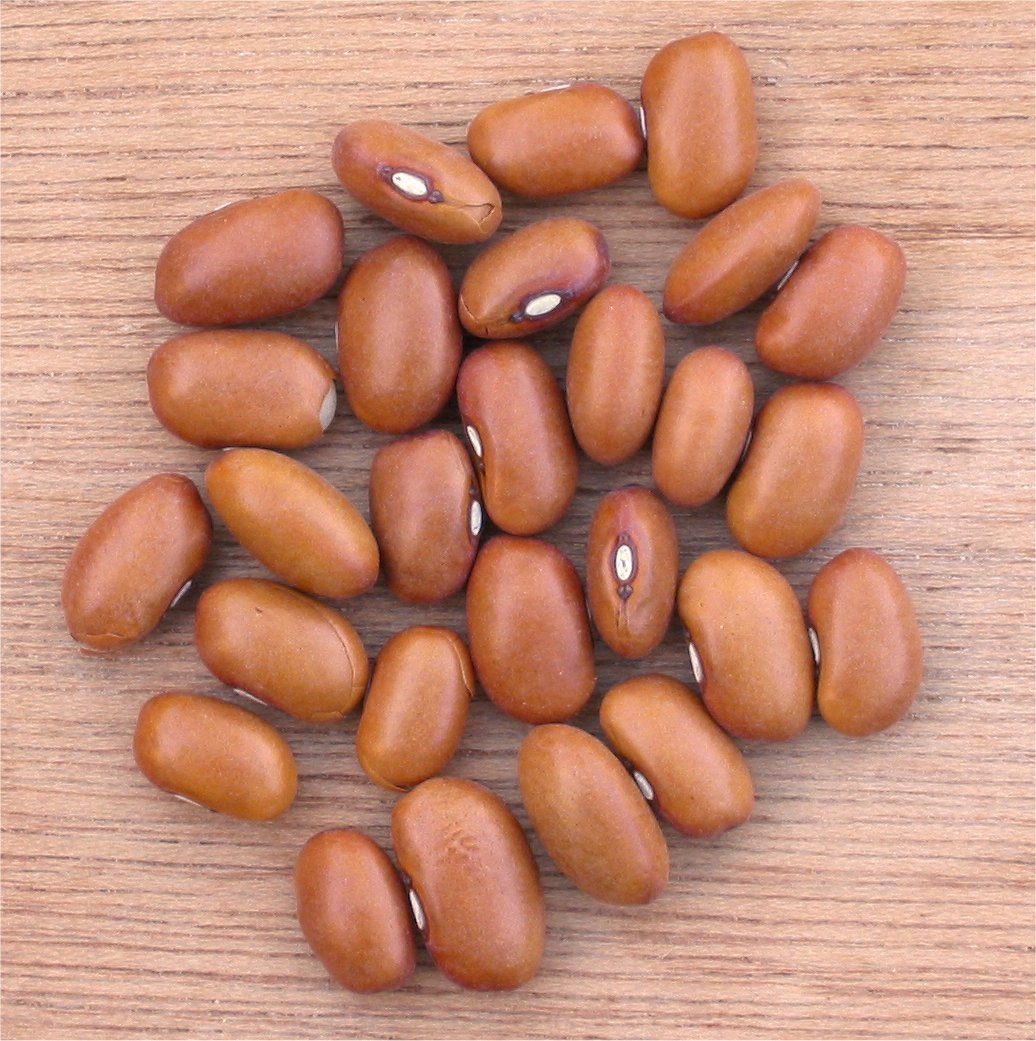
Semena - fazole
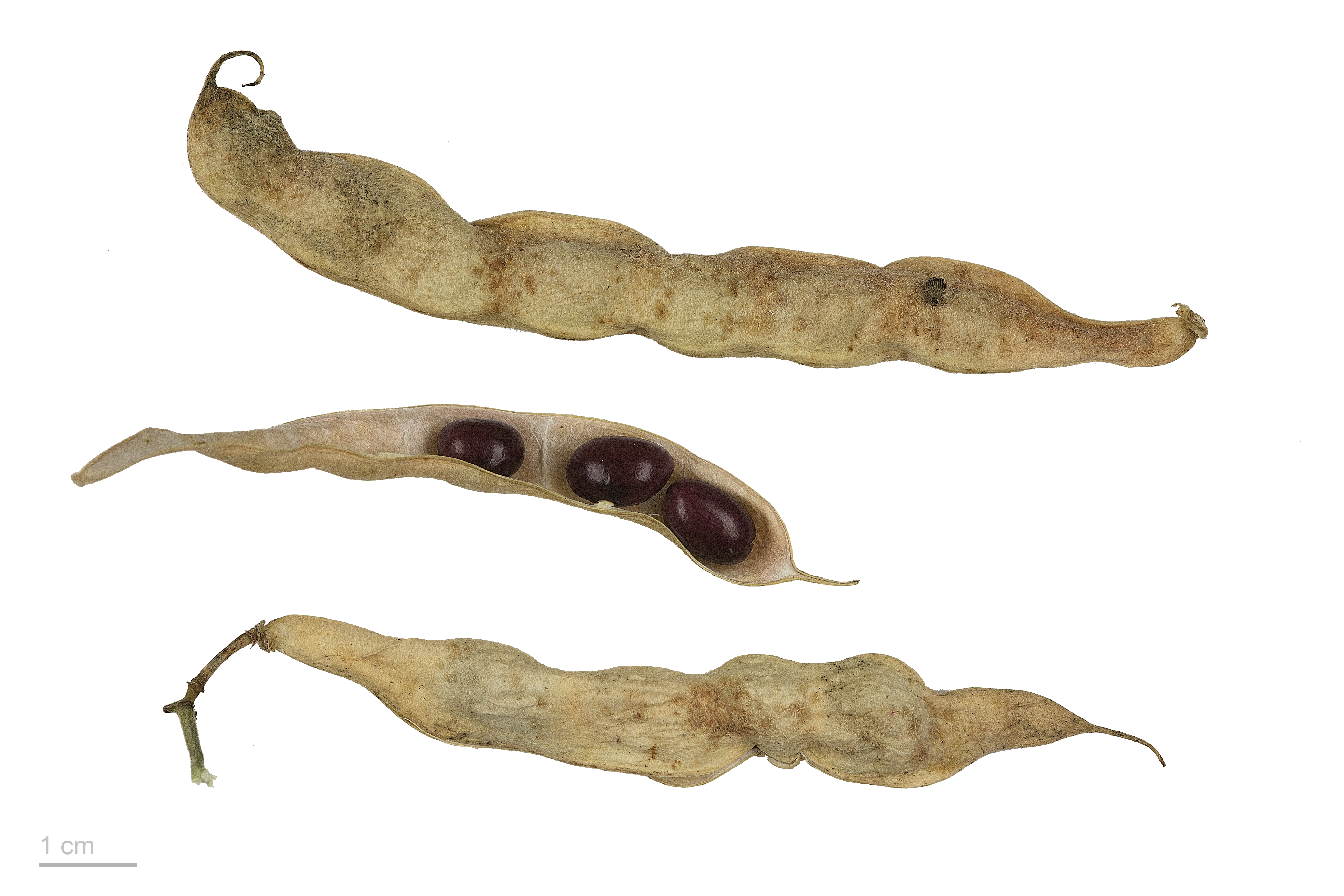
Phaseolus vulgaris - Museum specimen